# Вступ Боснії і Герцеговини до Європейського Союзу
Вступ Боснії та Герцеговини до Європейського Союзу є заявленою метою нинішніх відносин між двома утвореннями. Боснія і Герцеговина була визнана ЄС як «потенційна країна-кандидат» на вступ після рішення Європейської ради в Салоніках у 2003 році і входить до поточного порядку денного майбутнього розширення ЄС. Боснія і Герцеговина бере участь у процесі стабілізації та асоціації, а торгові відносини регулюються Тимчасовою угодою.
Боснія і Герцеговина офіційно подала заявку на членство в ЄС 15 лютого 2016 року, після кількох років конституційних реформ і залучення до Дейтонської мирної угоди. Невиконання Боснією умов для закриття Офісу високого представника (УВП) у Боснії та Герцеговині, включаючи вирішення питань власності на державне та військове майно та впровадження конституційних реформ, не дозволило країні подати заявку до 2016 року.
9 грудня 2016 року Боснія і Герцеговина отримала анкету про вступ від Європейської комісії, а відповіді на анкету були подані в лютому 2018 року. 20 червня 2018 року Європейська комісія надіслала 655 додаткових запитань до Анкети. Тодішній голова президентства Боснії та Герцеговини Милорад Додик передав відповіді на додаткові запитання 5 березня 2019 року. Висновок щодо заявки Боснії опублікувала Європейська комісія у травні 2019 року. Двадцять два питання щодо політики та політичних критеріїв залишалися без відповіді, коли Боснія і Герцеговина подала свою останню відповідь 5 березня 2019 року. Вона залишається потенційною країною-кандидатом до тих пір, поки не зможе успішно відповісти на всі запитання в анкеті Європейської комісії, а також «забезпечити функціонування Парламентського комітету стабілізації та асоціації та розробити національну програму для прийняття acquis ЄС».
12 жовтня 2022 року Європейська комісія рекомендувала Раді надати Боснії та Герцеговині статус кандидата за умови, що буде зроблено ряд кроків. Вони включають виконання 14 ключових концепцій, запропонованих ЄС, які спрямовані на прогрес у зміцненні демократії та прав людини, а також 8 подальших цілей, які мають бути досягнуті: «судова реформа, запобігання конфлікту інтересів, боротьба з корупцією та організована злочинність, управління кордонами та міграцією, свобода ЗМІ, захист журналістів і створення механізмів запобігання тортурам і жорстокому поводженню».
За оцінками багатьох оглядачів, Боснія і Герцеговина знаходиться на самому низу з точки зору інтеграції в ЄС серед країн Західних Балкан, які прагнуть вступити в ЄС.

## Відносини
ЄС встановив регіональний підхід до Західних Балкан у 1997 році з політичними та економічними критеріями для розвитку двосторонніх відносин. Наступного року було створено Консультативну робочу групу ЄС/Боснії та Герцеговини, щоб розпочати цей процес. З 2006 року робоча група була замінена на Моніторинг процесу реформ (RPM).
1 липня 2008 року було підписано Тимчасову угоду з питань торгівлі та торгівлі, яка набула чинности. Тимчасова угода була правовою базою для торгівлі між Боснією та ЄС у період з 2008 по 2015 рік. Односторонні торгові преференції («Автономні торговельні заходи») були введені ЄС для Боснії та Герцеговини у 2000 році. Торгівля зросла з 2008 року, а продукти ЄС отримали взаємну преференцію в Боснії та Герцеговині. ЄС є основним торговельним партнером Боснії та Герцеговини, і 73,5 % експорту з країни надійшло до ЄС у 2014 році після вступу Хорватії.

### Фінансова допомога
У бюджетному періоді 2007—2013 років Боснія і Герцеговина є бенефіціаром коштів Інструменту передвступної допомоги (ІПП). Як «потенційна країна-кандидат», Боснія має право фінансувати проєкти в рамках перших двох компонентів ПНД, сприяння перехідному періоду та інституційного розвитку та транскордонного співробітництва. Відповідність вимогам для трьох розширених компонентів IPA буде залежати від набуття Боснією статусу кандидата в ЄС та впровадження децентралізованої системи впровадження, упорядкування адміністративних спроможностей для автономного управління проектами та виплати коштів лише після контролю Комісії.
Пріоритети дій IPA для Боснії визначені в Європейському партнерстві 2008 року.
Боснія і Герцеговина зараз отримує 822 мільйони євро допомоги на розвиток до 2020 року від Інструменту передвступної допомоги, механізму фінансування країн- кандидатів на ЄС.

### Процес лібералізації візового режиму
1 січня 2008 року набула чинности угода про спрощення візового режиму та реадмісію між Боснією і Герцеговиною та ЄС. Боснія і Герцеговина взяла участь у діалозі щодо лібералізації візового режиму з країнами Шенгену, розпочатому Європейською комісією 26 травня 2008 року. 8 листопада 2010 року Рада Європейського Союзу затвердила безвізовий режим для громадян Боснії та Герцеговини. Рішення набрало законної сили 15 грудня 2010 року.

### Спеціальний представник ЄС
Петер Соренсен обіймав посаду СПЄС у Боснії та Герцеговині з вересня 2011 року по жовтень 2014 року. Його посаду було відокремлено від посади Високого представника з Боснії та Герцеговини (яке залишиться в руках Валентина Інцко) і об'єднано з посадою голови представництва ЄС у БіГ з метою посилення стратегії передприєднання до ЄС. Боснія і Герцеговина. Його замінив Ларс-Гуннар Вігемарк.

### Операції CFSP та ЄПБО
У 2004 році Поліцейська місія Європейського Союзу (EUPM), започаткована в Боснії та Герцеговині, є першою місією Європейської політики безпеки та оборони (ЄПБО). Того ж року EUFOR Althea замінив місію НАТО SFOR.

### Процес стабілізації та асоціації
У 1999 році був запропонований процес стабілізації та асоціації (ПСА) для п'яти країн регіону, включаючи Боснію та Герцеговину. У червні 2000 року Європейська Рада у Фейрі визнала, що всі країни ПДП є «потенційними кандидатами» на членство в ЄС. У листопаді того ж року на Загребському саміті було розпочато регіональний процес SAP.
Процес підписання Угоди про стабілізацію та асоціацію (ПСА) розпочався у 2003 році з техніко-економічного обґрунтування, проведеного Комісією щодо спроможності Боснії та Герцеговини впроваджувати Угоду. Того ж року, у червні, Європейська Рада в Салоніках підтвердила ПДД як основну основу відносин між ЄС та Західними Балканами, нагадавши про перспективу вступу для всіх країн регіону.
18 лютого 2008 року Рада ЄС прийняла нове Європейське партнерство з Боснією і Герцеговиною, в якому були визначені короткострокові та середньострокові пріоритети допомоги ЄС Боснії та Герцеговині через кошти ПНД.

### Угода про стабілізацію та асоціацію

#### Переговори та підписання
Переговори щодо Угоди про стабілізацію та асоціацію (ПСА), необхідну для подання заявки на членство, розпочалися у 2005 році і спочатку очікували, що вони будуть завершені наприкінці 2007 року, але переговори зупинилися через розбіжності щодо реформи поліції.
SAA був парафований 4 грудня 2007 року тимчасовим прем'єр-міністром Ніколою Шпіричем. Парафування відбулося після успішних переговорів Мирослава Лайчака щодо ухвалення його нових законів про правила кворуму, а також відданості боснійських тагерцеговинських політиків впровадженню реформи поліції. Після ухвалення поліцейської реформи в квітні 2008 року угода була підписана 16 червня 2008 року. Реформи, обіцяні Прудською угодою, «побудують спроможність держави відповідати вимогам процесу інтеграції до ЄС».

#### Блокування ПСА
Остання країна ЄС, яка ратифікувала ССА, Франція, зробила це в лютому 2011 року. SAA мав набути чинності протягом 40 днів, але був заморожений, оскільки Боснія не виконала своїх попередніх зобов'язань, що призвело б до негайного призупинення дії SAA. Зобов'язання, які Боснія має виконати до набуття чинності ССА, включають прийняття закону про державну допомогу та національний перепис населення, а також виконання рішення Європейського суду з прав людини Finci та Sejdic, що вимагає внесення поправок до Конституції, щоб дозволити представникам меншин бути обраним президентом Боснії і Герцеговини і отримати місця в Палаті народів . ЄС також вимагає від країни створення єдиного органу для управління їхніми відносинами з ЄС. Прийняття державних законів з вищезазначених питань перешкоджає опозиція уряду Республіки Сербської, який вважає такі питання виключною компетенцією двох утворень Боснії та Герцеговини.

#### Хорватська ініціатива
У березні 2014 року міністр закордонних справ Хорватії Весна Пусич на сесії Ради Європейського Союзу запропонувала іншим країнам ЄС надати Боснії та Герцеговині статус спеціальної країни -кандидата в ЄС у пам'ятній записці, поданій під час зустрічі. Міністр Пусич зазначив, що Хорватія не пропонує знижувати критерії членства, а радше, що країни-члени мають зайняти активну позицію у співпраці з Боснією та Герцеговиною, а не просто висувати високі критерії, а потім просто чекати, коли щось станеться. Хорватія також запропонувала виконати рішення у справі Sejdic and Finci v. Боснія і Герцеговина більше не повинна бути передумовою для прогресу Боснії і Герцеговини до ЄС, але це питання разом з питанням нового конституційного ладу Боснії і Герцеговини має бути вирішене після того, як Боснія і Герцеговина отримає статус спеціального ЄС Країна-кандидат у переговорах по розділах 23 і 24.

#### Німецько-британська ініціатива
Ініціатива міністрів закордонних справ Німеччини та Сполученого Королівства Франка-Вальтера Штайнмаєра та Філіпа Геммонда відповідно щодо прискорення вступу Боснії та Герцеговини до Європейського Союзу була оголошена на так званій зустрічі міністрів Аспенської ініціативи закордонних справ наприкінці 2014 р. Двоє запропонували, щоб ССА набув чинності без попереднього впровадження конституційних поправок, яких вимагають Фінчі та Сейдіч, за умови, що боснійська влада схвалить декларацію, яка зобов'язується провести реформи, необхідні для європейської інтеграції. Міністри закордонних справ закликали місцевих боснійських політиків якнайшвидше розпочати необхідні реформи після формування нового уряду після загальних виборів 2014 року.
Декларація була спільно підписана тристороннім президентством 29 січня і схвалена парламентом 23 лютого. Рада ЄС схвалила набуття чинності ССА 16 березня 2015 року. SAA набув чинності 1 червня 2015 року.

#### Внутрішня реакція на німецько-британську ініціативу
- Підтримку ініціативи на зустрічі з послами Німеччини та Сполученого Королівства висловив член президентства Боснії та Герцеговини Желько Комшич .[29]
- Милорад Додік, колишній президент Республіки Сербської та член президентства, заявив, що підтримує ініціативу, якщо вона не зачіпає конституційну юрисдикцію Республіки Сербської.[30]
- Панєвропейський союз Боснії та Герцеговини заявив, що повністю підтримує ініціативу та лист міністрів закордонних справ Німеччини та Великої Британії, адресований громадянам Боснії та Герцеговини.[31]

#### Міжнародна реакція на німецько-британську ініціативу
- Високий представник у Боснії та Герцеговини: речник офісу Верховного представника Боснії та Герцеговини заявив, що УВП вітає будь-яку ініціативу, яка може розблокувати прогрес у реформах шляхом підвищення функціональності та ефективності держави і таким чином прискорити прогрес Боснії. і Герцеговина на шляху до Європейського Союзу.[32]
- Європейський Союз: Високий представник Європейського Союзу із закордонних справ і політики безпеки Федеріка Могеріні сказала, що вона високо цінує ідеї, представлені в Берліні, і що їх мета полягає в тому, щоб Боснія і Герцеговина знову почала рухатися до європейської інтеграції.[33]
- Сполучені Штати Америки: Джен Псакі, речниця Держдепартаменту США, заявила, що Сполучені Штати вітають і підтримують ініціативу реформ у Боснії та Герцеговині, оприлюднену міністрами закордонних справ Німеччини та Сполученого Королівства в Берліні.[33]
- Сполучене Королівство: Філіп Гаммонд заявив, що регіональна підтримка є життєво важливою для ініціативи. Він подякував міністру закордонних справ Хорватії Весні Пусич за її важливу роботу з цього питання, а міністру закордонних справ Сербії Івіці Дачичу за його цінну співпрацю і сказав, що він радий, що вони можуть приєднатися до зустрічі.[34]
- Хорватія: Весна Пусич підтвердила, що Хорватія підтримує нову німецько-британську ініціативу щодо Боснії та Герцеговини і що ця ініціатива схожа на оригінальну хорватську ініціативу. Пусич сказала, що Хорватія не тільки підтримає цю ініціативу, але й братиме в ній активну участь, оскільки важливо, щоб Боснія і Герцеговина була успішною та функціональною державою.[35]

### Надання статусу кандидата на членство
2 березня 2022 року двоє колишніх високих представників у Боснії та Герцеговині Валентин Інцко та Крістіан Шварц Шиллінг звернулися до ЄС з проханням швидше приєднатися до нього Боснії та Герцеговини: «24 лютого 2022 року є темним днем в історії Європи, оскільки існує небезпека, що такий вид агресії проти суверенної держави може спонукати інших диктаторів до подібних кроків». Такими словами двоє колишніх високих представників у Боснії та Герцеговині звернулися до президента Єврокомісії, реагуючи на драматичний розвиток ситуації в Україні та атаки російської армії на цивільні об’єкти.
12 червня 2022 року декілька політичних лідерів Боснії та Герцеговини були викликані до Брюсселя на прохання Шарля Мішеля, президента Європейської Ради. Більшість учасників зустрічі в Брюсселі, яка тривала понад вісім годин, прийняли документ: «Політична угода про принципи забезпечення функціональної БіГ». Документ, цілями якого є забезпечення функціональної Боснії та Герцеговини, яка просувається на європейському шляху, визначає зобов’язання щодо збереження та розбудови мирної, стабільної, суверенної та незалежної функціональної європейської Боснії та Герцеговини. Будучи також відданим повазі верховенства права та проведенню вільних і демократичних виборів. Підкреслюється важливість впровадження реформ, які покращують європейську інтеграцію БіГ.
3 вересня 2022 року президент Словенії Борут Пахор висловив свою точку зору «Перше, щоб Сербія, Чорногорія, Північна Македонія та Албанія прискорили переговори про вступ до ЄС, щоб Боснія та Герцеговина до кінця отримала статус кандидата. неділі, а також щоб ЄС виконав свої зобов’язання щодо лібералізації візового режиму». Це викликало плутанину в Боснії та Герцеговині, оскільки раніше президент Словенії не згадував статус кандидата Боснії та Герцеговини.
6 вересня 2022 року Боснія і Герцеговина підписала угоду з Європейським Союзом про приєднання до Європейського механізму цивільного захисту. Ця угода дозволила Боснії та Герцеговині користуватися всіма перевагами членів ЄС, отримувати підтримку та допомогу в плані освіти, обладнання, навчання, а також ліквідовувати наслідки стихійних лих.
12 жовтня 2022 року Європейська комісія рекомендувала Раді надати Боснії та Герцеговині статус кандидата за умови, що буде зроблено ряд кроків:
1. ухвалення змін щодо доброчесності в чинному законі про Вищу раду суддів і прокурорів;
2. ухвалення нового закону про Вищу раду суддів і прокурорів;
3. прийняття закону про суди Боснії та Герцеговини;
4. прийняття закону про запобігання конфлікту інтересів;
5. посилення боротьби з корупцією та організованою злочинністю;
6. попередження роботи з управління кордонами та управління міграцією, а також забезпечення функціонування системи надання притулку;
7. забезпечення заборони катувань, зокрема створення національного превентивного механізму проти катувань і жорстокого поводження;
8. гарантування свободи слова та свободи ЗМІ;
9. прийняття національної програми адаптації acquis ЄС.[40]

13 грудня 2022 року міністри з європейських справ Європейського Союзу погодилися підвищити статус заявки Боснії та Герцеговини, формально надати їй статус кандидатки на вступ до ЄС.

## Громадська думка
Загальна підтримка вступу до ЄС становить 75 %. Існує певний розкол за етнічними ознаками:
- Боснійці — 88 % підтримують, 10 % проти.
- Хорвати — 75 % підтримують, 21 % проти.
- Серби — підтримують 54 %, проти — 39 %.[43]

## Хронологія відносин з Європейським Союзом
Хронологія:
| Дата                   | Подія |
| ---------------------- | --- |
| 1997 рік               | Встановлено регіональний підхід до Західних Балкан |
| Червень 2003 року      | Боснія і Герцеговина була визначена як потенційний кандидат на членство в ЄС під час саміту Європейської ради в Салоніках |
| 25 листопада 2005 року | У Сараєво офіційно розпочалися переговори щодо Угоди про стабілізацію та асоціацію (ССА). |
| 18 вересня 2007 року   | Підписано угоди про спрощення візового режиму та реадмісію |
| 4 грудня 2007 року     | ЄС парафує Угоду про стабілізацію та асоціацію |
| 1 січня 2008 року      | Угоди про спрощення візового режиму та реадмісію набувають чинності |
| 18 лютого 2008 року    | Рада ухвалила нову програму європейського партнерства |
| 16 червня 2008 року    | Підписано Угоду про стабілізацію та асоціацію та Тимчасову угоду з питань торгівлі та торгівлі |
| 1 липня 2008 року      | Набуває чинності Тимчасова угода з питань торгівлі та торгівлі |
| 31 липня 2007 року     | Боснія і Герцеговина та ЄС підписали угоду про фінансування інструменту передвступної допомоги (IPA) Національна програма 2007 |
| 27 травня 2010 року    | Комісія ухвалила пропозицію, яка дозволяє громадянам Албанії та Боснії та Герцеговини подорожувати до країн Шенгену без короткострокової візи |
| 15 грудня 2010 року    | Для всіх громадян БіГ, які мають біометричні паспорти, запроваджено безвізовий режим для Шенгенської зони |
| 1 вересня 2011 року    | Делегація Європейського Союзу та Офіс Спеціального представника ЄС стають однією посиленою присутністю ЄС |
| 27 червня 2012 року    | ЄС та Боснія і Герцеговина розпочали діалог на високому рівні щодо процесу вступу |
| 1 червня 2015 року     | ССА з Боснією і Герцеговиною набуває чинності |
| 15 лютого 2016 року    | БіГ подає заявку на вступ до ЄС |
| 20 вересня 2016 року   | Рада ЄС пропонує Комісії представити висновок щодо заявки БіГ. |
| лютий 2018 року        | Боснія і Герцеговина повертає запит на вступ до Європейської комісії |
| 20 червня 2018 року    | Європейська комісія надіслала 655 додаткових запитань до Анкети |
| 5 березня 2019 року    | Боснія і Герцеговина надала більшість відповідей на наступні запитання |
| 29 травня 2019 року    | Європейська комісія відзначає прогрес, але країні все ще потрібно внести деякі конституційні зміни, а також «забезпечити функціонування Парламентського комітету зі стабілізації та асоціації та розробити національну програму для прийняття acquis ЄС». |
| 2022                   | Підписано Брюссельську угоду, метою якої є просування Боснії та Герцеговини на її європейському шляху. Боснія і Герцеговина приєднується до механізму цивільного захисту ЄС.                                                                              |
| Червень 2022           | Європейська Рада пропонує Європейській Комісії доповісти про прогрес Боснії та Герцеговини. |
| 12 жовтня 2022         | Європейська комісія рекомендує Європейській раді надати Боснії та Герцеговині статус кандидата на вступ з виконанням дев’яти умов. |
| 15 грудня 2022         | Європейська Рада надала БіГ статус кандидатки на вступ до Європейського Союзу. |

## Переговори
Переговори ще не почалися. Проте Європейська комісія дала висновок щодо стану різних реформ з 2022 року.